# 4Gamer.net
4Gamer.net是日本公司Aetas运营的电子游戏网站，2000年8月创立。
网站起先聚焦第一人称射击、即时战略等“西式游戏”，电子游戏市场，以及大型多人角色扮演与恋爱模拟游戏。现在网站转型为综合电子游戏信息站。